# Dana Marijuana
Dana Marijuana (pseudonim pentru Daniela-Elena Coteanu; n. 1 noiembrie 1979, București) este o cântăreață română de muzică rap și hip-hop.
Și-a început activitatea de cântăreață în 1994. A colaborat cu casa de discuri Cat Music. Alături de La Familia a lansat piesele „Tupeu de borfaș” și „Tre' să spun”.  De-a lungul timpului a colaborat cu numeroase trupe și artiști din România. A lansat în anii '90 două albume intitulate „Cea mai fidelă fată” și „Fii pe fază”.
În 1998 a început să creeze bijuterii, aceasta fiind o afacere de familie. A creat bijuterii pentru designeri și artiști precum Cătălin Botezatu, Laura Olteanu, Mihai Albu, Cristina Rus etc.
Dana Marijuana a lansat în 2019 o carte, Poveste de cartier.

## Discografie[3]
- 1999 - Fii pe fază (Cat Music)
- 2000 - Cea mai fidelă fată (Cat Music)